# K-571 Krasnoïarsk
Pour les articles homonymes, voir Krasnoïarsk (homonymie).
Le Krasnoïarsk (pennant number : K-571) est un sous-marin nucléaire d'attaque de classe Iassen de la Marine russe. C’est la troisième unité du projet Iassen-M. Des modifications considérables ont été apportées à la conception initiale de la classe Iassen. Les différences dans la conception sont apparues suffisantes pour le considérer comme une nouvelle version améliorée des Iassen-M (en russe : Ясень-М). Le sous-marin porte le nom de la ville de Krasnoïarsk.

## Conception
Le projet du sous-marin a été développé par le bureau d'études Malachite à Saint-Pétersbourg. La marine russe a déclaré que le sous-marin serait amélioré par rapport au Severodvinsk, le navire de tête de la classe.
Par rapport au Severodvinsk, le Kazan, le Novossibirsk et le Krasnoïarsk sont plus courts d’environ 12 m, ce qui entraîne la suppression du réseau de sonars situé dans la proue du premier. Selon un analyste naval, l’intention était probablement de réduire les coûts de construction sans réduire de manière significative les capacités du sous-marin. Le Krasnoïarsk inclut également un réacteur nucléaire doté d’un nouveau système de refroidissement.

## Historique
Le Krasnoïarsk est sorti du hall de construction et a été mis à l’eau le 30 juillet 2021. Le futur commandant du sous-marin, le capitaine de 2e rang Ivan Artyushin, a traditionnellement brisé une bouteille contre la coque du navire. En février 2022, le Krasnoïarsk a commencé ses essais d’amarrage. Les essais en mer ont commencé le 26 juin. Le sous-marin devait être mis en service en 2023. Il aurait lancé des missiles de croisière lors d’essais d’État en novembre 2023.
Le Krasnoïarsk est mis en service le 11 décembre 2023, en même temps que le sous-marin Empereur Alexandre III. Ils ont été inaugurés par le dirigeant russe Vladimir Poutine. La cérémonie de hisser des couleurs a eu lieu à Severodvinsk, près d'Arkhangelsk, dans le nord-ouest de la Russie. Selon Vladimir Poutine, huit autres sous-marins similaires (la quatrième génération des sous-marins à propulsion nucléaire russes) sont en cours de construction dans les chantiers navals russes. Le Krasnoïarsk et l'Empereur Alexandre III doivent rejoindre la flotte du Pacifique, basée en Extrême-Orient,,,.